# Mouhammad Moubazar ud-din Khan
 (octobre 2009).
Si vous disposez d'ouvrages ou d'articles de référence ou si vous connaissez des sites web de qualité traitant du thème abordé ici, merci de compléter l'article en donnant les références utiles à sa vérifiabilité et en les liant à la section « Notes et références ».
Shahzada Mouhammad Moubazar ud-din Khan (mort en 1886) fut un prince moghol de la famille des Khudakka, branche indienne de la dynastie afghane Durrani.
Mouhammad Moubazar était le troisième fils de l'écrivain moghol Ali Mouhammad Khan (mort en 1839).
Il fut le père de deux fils :
- Nour Mouhammad Khan (mort en 1917)
- Nour Ahmad Khan (mort en 1907)

Mouhammad Moubazar ud-din Khan Khudakka est mort en 1886.